# The Gun
The Gun was een Britse psychedelische rockband, bestaande uit Adrian Gurvitz (gitaar en zang), Paul Gurvitz (basgitaar en zang) en Louis Farrell (drums), die in 1968 hun eerste hit scoorden met het nummer Race with the devil. Zij waren voorlopers van de heavy metal. Van The Gun verscheen naast het debuutalbum Gun ook nog het album Gunsight (1969). In 1970 werd de groep opgeheven.

## Geschiedenis
Gun heette voorheen The Knack, in 1967 gevormd door gitarist/zanger Paul Gurvitz (geboren Paul Anthony Gurvitz, 6 juli 1944, High Wycombe, Buckinghamshire. Hij stond bekend met de achternaam Curtis tot het begin van de jaren zeventig, waarna hij terugkeerde naar zijn oorspronkelijke naam). The Knack veranderde van naam in de lente/zomer van 1966 en de opstelling was Paul Curtis (Gurvitz) op gitaar en zang, Louie Farrell (geboren Brian John Farrell, 8 december 1947, Goodmayes, Essex) (die zich had aangesloten bij The Knack medio 1966) op drums, Gearie Kenworthy op basgitaar (geboren 17 oktober 1946), Tim Mycroft op orgel (geboren 1948, overleden 2000) en later voor een korte tijd Jon Anderson van Yes. Gun trad op in de UFO Club, samen met bands als Pink Floyd, The Crazy World of Arthur Brown en Tomorrow. Opnamesessies in de Olympic Studios brachten de onuitgebrachte single Lights on the Wall voort, terwijl ze in november 1967 opnamen maakten voor het alternatieve BBC radioprogramma Top Gear. Ook speelden ze tweemaal on air. Begin 1968 veranderde de bezetting van de band in een trio, met Paul Curtis (Gurvitz) op bas, Louie Farrell op drums en Adrian Curtis (Gurvitz) op gitaar.
Nadat ze begin 1968 hadden getekend bij CBS Records, scoorde de band een hit met het openingsnummer van hun gelijknamige album Race with the Devil. Uitgegeven als single in oktober 1968, bereikte het de top 10 in de Britse singlechart, #35 in de Australische singlechart en #1 in veel Britse gebieden in maart 1969. Jimi Hendrix citeerde de riff van het nummer tijdens zijn nummer Machine Gun op het Isle of Wight Festival in 1970, net als Status Quo op hun nummer Forty Five Hundred Times tijdens een show in het Apollo Theater in Glasgow, 1976. Race with the Devil is gecoverd door Judas Priest (op de geremasterde cd-versie van Sin After Sin), Black Oak Arkansas (op hun album Race with the Devil), Girlschool (op hun album Demolition) en Church of Misery (op hun demo uit 1996, uitgebracht als een gesplitst album met Acrimony, en op hun volledige lp Vol. 1). De hoes van hun debuutalbum is opmerkelijk omdat het de eerste was van Roger Dean. AllMusic beschreef het als een "distinctive psych-flavoured proto-metal" geluid. Hun tweede album Gunsight werd uitgebracht in 1969. Ondanks het uitbrengen van een aantal andere singles en een poging van hun platenlabel om hen te vereenzelvigen met de undergroundcultuur, had de band geen verdere hits.
Het debuutalbum was een mengeling van jaren zestigpopmuziek met orkestratie en hardere nummers zoals Yellow Cabman en het twaalf minuten durende Take off. Nummers als Sunshine en Rat Race waren meer popgeoriënteerd. Het tweede album Gunsight liet een progressiever geluid horen, meer hardrock georiënteerd, maar de verkoopresultaten vielen tegen. Hun tweede single Drives You Mad haalde de hitparade niet, en nadat Paul Gurvitz en Louis Farrell de band verlaten hadden en waren vervangen werden door Ray Bennett en Peter Dunston op respectievelijk bas en drums, viel de band in 1970 uiteen. In 1971 kwamen Paul en Adrian Gurvitz weer bij elkaar om met Mike Kellie (ex Spooky Tooth) Three Man Army op te richten, die drie lp's opnam.
Na een korte tijd afzonderlijk te hebben gewerkt, vormden de broers Gurvitz Three Man Army in 1971 en namen drie albums op. Tussen 1974 en 1976 werd Three Man Army het Baker Gurvitz Army met Ginger Baker, de voormalige drummer van onder anderen Cream in de samenstelling. Het trio nam de albums Baker Gurvitz Army, Elysian Encounter en Hearts On Fire op. In dezelfde periode namen de broers Gurvitz twee albums op onder de naam The Graeme Edge Band, met drummer Graeme Edge van The Moody Blues: Kick Off Your Muddy Boots en Paradise Ballroom. Het was echter geen tourneeband. Paul Gurvitz toert nu als Paul Gurvitz and the New Army.